# (400284) 2007 SK10
(400284) 2007 SK10 es un asteroide perteneciente al cinturón de asteroides, descubierto el 19 de septiembre de 2007 por el equipo del Spacewatch desde el Observatorio Nacional de Kitt Peak, Arizona, Estados Unidos.

## Designación y nombre
Designado provisionalmente como 2007 SK10.

## Características orbitales
2007 SK10 está situado a una distancia media del Sol de 2,358 ua, pudiendo alejarse hasta 2,783 ua y acercarse hasta 1,933 ua. Su excentricidad es 0,180 y la inclinación orbital 5,633 grados. Emplea 1322,81 días en completar una órbita alrededor del Sol.

## Características físicas
La magnitud absoluta de 2007 SK10 es 17,7.